# Pilar Vélez
Pilar Vélez Vicente (Barcelona, 1957) es una historiadora del arte española y gestora desde la dirección de instituciones culturales, como los centros del DHUB.

## Biografía
Doctorada en Historia del Arte por la Universidad de Barcelona, de 1986 a 1994, fue directora del Museo de las Artes Gráficas. En 1995, fue nombrada directora del Museo Frederic Marès, una etapa durante la cual el Museo se ha reafirmado como un centro de referencia de la escultura y el coleccionismo. En 2011 finalizó el proyecto de renovación y modernización iniciado en 1996, que ha dotado al museo de una imagen y unas condiciones expositivas de acuerdo, tanto con las exigencias museográficas actuales como con las necesidades del patrimonio.
Sustituyendo a Marta Montmany, en 2012 pasó a la dirección de los museos del Disseny Hub Barcelona (Museo de Cerámica, Museo Textil y de la Indumentaria,  Museo de Artes Decorativas y el Gabinete de las Artes Gráficas) de Barcelona. Ese año, la ACCA le concedió uno de sus Premios por su proyecto de renovación del Museo Frederic Marès.
Es académica de número de la Real Academia Catalana de Bellas Artes de San Jorge desde 1996 y de la Real de Buenas Letras de Barcelona desde 2007.